# Kowal (plaats)
Kowal is een stad in het Poolse woiwodschap Koejavië-Pommeren, gelegen in de powiat Włocławski. De oppervlakte bedraagt 4,71 km², het inwonertal 3478 (2005).